# Sarah Huckabeeová Sandersová
Sarah Elizabeth Huckabeeová Sandersová (nepřechýleně Huckabee Sanders; 13. srpna 1982 Hope, Arkansas, Spojené státy americké) je americká politička, od roku 2023 guvernérka státu Arkansas za republikány a bývalá tisková mluvčí Bílého domu v administrativě prezidenta USA Donalda Trumpa.

## Osobní život
Narodila se 13. srpna 1982 ve městě Hope v Arkansasu jako Sarah Huckabee. Je dcerou bývalého guvernéra Arkansasu Mikea Huchabeeho. Vystudovala Ouachitskou baptistickou univerzitu v desetitisícovém městě Arkadelphia v Arkansasu. V roce 2004 získala bakalářský titul z politologie a masmédií. Je vdaná a má tři děti.

## Politická kariéra

### Tisková mluvčí Bílého domu
Spolupracovala s Donaldem Trumpem od počátku jeho volební kampaně jako poradkyně. Po jeho zvolení a nástupu do funkce působila od ledna 2017 v jeho administrativě, nejprve jako zástupkyně tiskového mluvčího Seana Spicera, kterého na této pozici po jeho odchodu v červenci téhož roku nahradila. Během svého působení sklidila kritiku od amerických médií za nepořádání klasických tiskových konferencí. V polovině června 2019 Donald Trump oznámil, že Sarah Huckabeeová Sandersová z funkce odstupuje s platností ke konci měsíce. Jako důvod uvedla záměr trávit více času s rodinou. V srpnu 2019 se stala spolupracovnící televizního kanálu Fox News na pozici politické komentátorky a analytičky. V září 2020 vyšla v nakladatelství St. Martin’s Press její autobiografická kniha pojmenovaná Speaking for Myself: Faith, Freedom, and the Fight of Our Lives Inside of the Trump White House (volně česky „Mluvím za sebe: víra, svoboda a náš životní boj uvnitř Trumpova Bílého domu“).

### Kandidatura na guvernéra Arkansasu
Dne 25. ledna 2021 Huckabeeová Sandersová oznámila, že se bude ucházet o funkci guvernérky státu Arkansas ve volbách v roce 2022. Do těchto voleb získala formální podporu bývalého prezidenta Trumpa a jeho viceprezidenta Mikea Pence. V květnu 2022 s přehledem zvítězila v republikánských primárkách a v listopadových volbách porazila demokrata Chrise Jonese poměrem 63 % ku 35 %. V kampani se soustředila na celostátní témata.